# نظرية كل شيء (فلم)
نظرية كل شيء (بالإنجليزية: The Theory of Everything) هو فيلم سيرة ذاتية و‌رومانسية بريطاني 2014 من إخراج جيمس مارش وكتابة أنثوني مكارتن، مستوحى من مذكرات السفر إلى اللانهاية: حياتي مع ستيفن ل جين وايلد هوكينغ، الذي يركز على علاقتها مع زوجها السابق، العالم الفيزيائي النظري ستيفن هوكينغ، وتشخصيه بداء العصبون الحركي ونجاحه في الفيزياء.
نظرية كل شيء من بطولة ايدي ريدماين وفيليسيتي جونز بدور ستيفن وجين على التوالي، إضافة إلى إميلي واتسون وديفيد ثويليس وسايمون ماكبرني وتشارلي كوكس في أدوار مساعدة. حظي الفيلم بعرضه الأول في مهرجان تورونتو السينمائي الدولي 2014، وصدر في دور السينما في 7 نوفمبر 2014.

## قصة الفيلم
مستوحى من مذكرات زوجته السابقة، تدور الأحداث حول القصة المذهلة لحياة الفيزيائي الملهم (ستيفن هوكينغ) وإنجازاته رغم معاناته من مرض العصبون الحركي، مع تركيز خاص على علاقته بزوجته السابقة (جاين وايلد)

## طاقم التمثيل
- ايدي ريدماين بدور ستيفن هوكينغ
- فيليسيتي جونز بدور جين وايلد هوكينغ
- ماكسين بيك بدور إلين مايسون، زوجة ستيفن الثانية
- تشارلي كوكس بدور جوناثان جونز، زوج جين الثاني
- إميلي واتسون بدور بريل وايلد، والدة جين
- غاي أوليفر واتس بدور جورج وايلد، والد جين
- سايمون ماكبرني بدور فرانك هوكينغ، والد ستيفن
- أبجيل كورتندين بدور فرانك هوكينغ، والدة ستيفن

## الاستقبال النقدي
تلقى الفيلم مراجعات إيجابية من قبل النقاد. الفيلم حصل على تقييم 81% على موقع الطماطم الفاسدة مع متوسط تقييم 7.4/10، بناءً على 149 مراجعة. الإجماع النقدي في الموقع نص على: «جزء سيرة ذاتية وجزء قصة حب، نظرية كل شيء  تسمو بفضل إخراج جيمس مارش اللامع وقوة ممثلاه الرئيسيان» ميتاكريتيك أعطى الفيلم 72 من 100 بناءً على 45 مراجعة نقدية.

## الجوائز
| الجائزة                             | موعد الحفل      | الفئة                                      | المستلمين والمرشحين                             | النتيجة |
| ----------------------------------- | --------------- | ------------------------------------------ | ----------------------------------------------- | ------- |
| جائزة الأوسكار                      | 22 فبراير، 2015 | جائزة الأوسكار لأفضل ممثل                  | ايدي ريدماين                                    | فوز     |
| جائزة الأوسكار                      | 22 فبراير، 2015 | جائزة الأوسكار لأفضل ممثلة                 | فيليسيتي جونز                                   | رُشِّح     |
| جائزة الأوسكار                      | 22 فبراير، 2015 | جائزة الأوسكار لأفضل كتابة (سيناريو مقتبس) | أنثوني مكارتن                                   | رُشِّح     |
| جائزة الأوسكار                      | 22 فبراير، 2015 | جائزة الأوسكار لأفضل موسيقى تصويرية        | يوهان يوهانسن                                   | رُشِّح     |
| جائزة الأوسكار                      | 22 فبراير، 2015 | جائزة الأوسكار لأفضل فيلم                  | تيم بيفان، إريك فيلنر، ليزا بروس، أنثوني مكارتن | رُشِّح     |
| جوائز الأكاديمية البريطانية للأفلام | 8 فبراير، 2015  | أفضل ممثل في دور رئيسي                     | ايدي ريدماين                                    | فوز     |
| جوائز الأكاديمية البريطانية للأفلام | 8 فبراير، 2015  | أفضل ممثلة في دور رئيسي                    | فيليسيتي جونز                                   | رُشِّح     |
| جوائز الأكاديمية البريطانية للأفلام | 8 فبراير، 2015  | أفضل سيناريو مقتبس                         | أنثوني مكارتن                                   | فوز     |
| جوائز الأكاديمية البريطانية للأفلام | 8 فبراير، 2015  | أفضل فيلم                                  | The Theory of Everything                        | فوز     |
| جوائز الأكاديمية البريطانية للأفلام | 8 فبراير، 2015  | أفضل تصميم أزياء                           | ستيفن نوبل                                      | رُشِّح     |
| جوائز الأكاديمية البريطانية للأفلام | 8 فبراير، 2015  | جائزة البافتا لأفضل فيلم                   | The Theory of Everything                        | رُشِّح     |
| جوائز الأكاديمية البريطانية للأفلام | 8 فبراير، 2015  | أفضل إخراج                                 | جيمس مارش                                       | رُشِّح     |
| جوائز الأكاديمية البريطانية للأفلام | 8 فبراير، 2015  | أفضل موسيقى فيلم                           | يوهان يوهانسن                                   | رُشِّح     |
| جوائز الأكاديمية البريطانية للأفلام | 8 فبراير، 2015  | أفضل مونتاج                                | جنكس غودفري                                     | رُشِّح     |
| جوائز الأكاديمية البريطانية للأفلام | 8 فبراير، 2015  | أفضل مكياج وتصفيف شعر                      | جان سويل                                        | رُشِّح     |
| جائزة غولدن غلوب                    | 11 يناير، 2015  | جائزة غولدن غلوب لأفضل ممثل - فيلم دراما   | ايدي ريدماين                                    | فوز     |
| جائزة غولدن غلوب                    | 11 يناير، 2015  | جائزة غولدن غلوب لأفضل ممثلة - فيلم دراما  | فيليسيتي جونز                                   | رُشِّح     |
| جائزة غولدن غلوب                    | 11 يناير، 2015  | جائزة غولدن غلوب لأفضل فيلم - دراما        | تيم بيفان، إريك فيلنر، ليزا بروس، أنثوني مكارتن | رُشِّح     |
| جائزة غولدن غلوب                    | 11 يناير، 2015  | جائزة غولدن غلوب لأفضل موسيقى تصويرية      | يوهان يوهانسن                                   | فوز     |

## وصلات خارجية
- مقالات تستعمل روابط فنية بلا صلة مع ويكي بيانات
- The Theory of Everything at History vs. Hollywood